# Saint-Bonnet-le-Courreau
Saint-Bonnet-le-Courreau è un comune francese di 754 abitanti situato nel dipartimento della Loira della regione dell'Alvernia-Rodano-Alpi.

## Società

### Evoluzione demografica
Abitanti censiti